# Markus Lauridsen
Markus Holton Lauridsen, född 28 februari 1991 i Gentofte, är en dansk professionell ishockeyspelare som spelar för Malmö Redhawks i SHL. Han är bror till Oliver Lauridsen.

## Spelarkarriär
Lauridsen inledde sin karriär i Danmark i sin hemstad med IC Gentofte innan han flyttade till Sverige och Linköpings HC:s juniororganisation. Efter en säsong i J20 SuperElit under säsongen 2008-09 flyttade Lauridsen till Nordamerika för att spela juniorhockey i United States Hockey League (USHL) med Green Bay Gamblers. Som odraftad spelade Lauridsen sin andra säsong i Gamblers som överårig och gjorde 30 poäng på 58 matcher.
Efter att ha vunnit Clark Cup (USHL-mästare) med Green Bay Gamblers accepterade Lauridsen den 22 augusti 2012 en inbjudan att delta i Colorado Avalanches träningsläger. På grund av NHL-lockouten 2004-05 avbröts Colorado träningsläger och Lauridsen fick istället delta i Avalanches AHL-samarbetspartner Lake Erie Monsters träningsläger. Signerad till ett AHL-kontrakt med Monsters blev Lauridsen därefter flyttad för att påbörja sin professionella karriär säsongen 2012-13 CHL-laget Denver Cutthroats.
Lauridsen gjorde sitt första professionella mål i sin första match på Cutthroats säsongspremiär den 19 oktober 2012. Han noterades för 15 poäng innan han kallades upp till Lake Erie Monsters där han avslutade med 12 assist på 36 matcher. Mot slutförandet av hans första professionella säsong tecknade Lauridsen ett tvåårigt kontrakt på ingångsnivå med Avalanche.
Tvåårskontraktet med Avalanche medförde två säsonger i AHL där han gjorde 28 poäng på 101 matcher. Efter säsongen 2014-15 lämnade Lauridsen Nordamerika och den 16 juni 2015 meddelade AIK Ishockey att de skrivit ett ettårskontrakt med den danske backen. Den 14 april 2016 skrev Lauridsen ett tvåårskontrakt med den nyblivna SHL-klubben Leksands IF.

### Landslagskarriär
Lauridsen var en etablerad medlem av det danska juniorlandslag där han deltog i olika U18- och JVM-turneringar. I JVM 2010 blev Lauridsen utsedd till Division I:s bästa back och följde upp detta med att vinna poängligan bland backar i mästerskapet därefter.
Efter slutförandet av sin första professionella säsong blev Lauridsen uttagen i den danska truppen till 2013 års VM i Sverige. Han gjorde sin debut i landslagsammanhang i en förlust mot Kanada den 4 maj 2013. Markus var i samma backpar som brodern Oliver och spelade samtliga matcher för Danmark och avslutade med en assist på sju matcher och såg sitt Danmark undvika nedflyttning och hamnade på en 12:e-plats.

## Spelarstatistik
| 2009–10    | Linköpings HC      | J20        | 37  | 0 | 3  | 3  | 12 | 6  | 0 | 0 | 0 | 2 |
| 2010–11    | Green Bay Gamblers | USHL       | 44  | 5 | 5  | 10 | 16 | 11 | 0 | 4 | 4 | 0 |
| 2011–12    | Green Bay Gamblers | USHL       | 58  | 6 | 24 | 30 | 32 | 11 | 3 | 1 | 4 | 8 |
| 2012–13    | Denver Cutthroats  | CHL        | 30  | 6 | 9  | 15 | 14 | —  | — | — | — | — |
| 2012–13    | Lake Erie Monsters | AHL        | 36  | 0 | 12 | 12 | 16 | —  | — | — | — | — |
| 2013–14    | Lake Erie Monsters | AHL        | 39  | 3 | 9  | 12 | 14 | —  | — | — | — | — |
| 2014–15    | Lake Erie Monsters | AHL        | 62  | 5 | 11 | 16 | 22 | —  | — | — | — | — |
| 2015–16    | AIK                | HA         | 50  | 8 | 13 | 21 | 28 | 8  | 0 | 0 | 0 | 0 |
| AHL totalt | AHL totalt         | AHL totalt | 137 | 8 | 32 | 40 | 52 | —  | — | — | — | — |